# 2024년 하계 올림픽 말라위 선수단
말라위는 2024년 7월 26일부터 8월 11일까지 프랑스 파리에서 열리는 2024 하계 올림픽에 출전했다. 이로써 말라위는 하계 올림픽에 11번째 출전하게 된다. 말라위는 아프리카와 미국이 주도하는 보이콧을 지지했다는 이유로 1976년 몬트리올 하계 올림픽과 1980년 모스크바 하계 올림픽에 참가하지 않았다.

## 출전 선수
| 종목 | 남자 | 여자 | 전체 |
| ---- | ---- | ---- | ---- |
| 육상 | 0    | 1    | 1    |
| 수영 | 1    | 1    | 2    |
| 전체 | 1    | 2    | 3    |

## 매달 집계
| 종목 | 1 | 2 | 3 | 합계 |
| 종목 | ' | ' | ' | '    |
| 종목 | ' | ' | ' | '    |
| 종목 | ' | ' | ' | '    |
| 합계 | ' | ' | ' | '    |

## 같이 보기
- 2024년 하계 올림픽